# Innsbrucker Platz
Der Innsbrucker Platz liegt im Berliner Bezirk Tempelhof-Schöneberg und bildet die Nahtstelle der Ortsteile Schöneberg und Friedenau. Dieser zentrale Verkehrsknotenpunkt befindet sich am Schnittpunkt der Hauptstraße (ehemalige Reichsstraße 1) mit der Ringbahn der Berliner S-Bahn. Im Jahr 1978 wurde unter dem Innsbrucker Platz der Autobahntunnel des Berliner Stadtrings (Bundesautobahn 100) in Betrieb genommen, die mit einer beidseitigen Anschlussstelle an die Hauptstraße angeschlossen ist. Von Westen kommend endet hier die Wexstraße, leicht versetzt laufen zusätzlich die Martin-Luther-Straße und die Rubensstraße zum Innsbrucker Platz. Außerdem enden die Innsbrucker Straße und die Ebersstraße als Sackgassen kurz vor dem Platz. Von Süden kommend endet die Eisackstraße vor der erweiterten Platzfläche.
Südlich des Platzes verläuft seit 1877 die Ringbahn. Der S-Bahnhof Innsbrucker Platz wurde allerdings erst 1933 angelegt. Unter der Innsbrucker Straße liegt seit 1910 der Bahnhof der Schöneberger U-Bahn, der heutigen Linie U4. Zahlreiche Buslinien sorgen für Umsteigemöglichkeiten.
Seit 1979 führen die Anschlussstellen der Stadtautobahn auf den Platz. Im Osten liegt die Anschlussstelle 17 (östlich) des Stadtringes und von Westen führt die Anschlussstelle 17 (westlich) von der südlichen Wexstraße kommend auf den Platz hin. Der nördliche Teil der Wexstraße hat hinter dem Platz mit der Anschlussstelle 16 eine Zufahrt zur Stadtautobahn. Die Hauptfahrbahnen des Stadtrings liegen im Tunnel komplett unter dem Platz.

## Geschichte

### Entstehung des Platzes
Der Innsbrucker Platz befindet sich zwischen den alten Dörfern Schöneberg und Steglitz. Im Zuge der heutigen Hauptstraße verlief ein Weg zwischen Berlin und Potsdam, der 1792 unter Friedrich Wilhelm II. zur ersten befestigten Chaussee in Preußen ausgebaut und später Bestandteil der Reichsstraße 1 wurde.
Die Berliner Ringbahn wurde im Jahr 1877 vollständig in Betrieb genommen und tangierte am südlichen Rand die Fläche des heutigen Platzes. Zunächst gab es hier aufgrund der weitgehend landwirtschaftlichen Nutzung der Umgebung noch keinen Bahnhof. Dichter an den damaligen Ortslagen befanden sich die Bahnhöfe Schöneberg (heute: Julius-Leber-Brücke), Ebersstraße (1933 durch den neuen Umsteigebahnhof Schöneberg ersetzt) und Wilmersdorf (heute: Bundesplatz). Mit der Inbetriebnahme der Ringbahn 1877 entstand hier nur eine kleinere Bahnbrücke über die Hauptstraße. Um 1900 wurde die Bahnbrücke mit breiteren Durchfahrten für die Hauptstraße und die verlängerte spätere Eisackstraße neu erbaut. Die Brückenträger bekamen Jugendstilgeländer und waren auf Hartungschen Säulen aufgelagert. Die Brückenwiderlager waren mit weiß glasierten Riemchen verblendet und mit Schmucktürmchen verziert. Am Brückenwiderlager zwischen den Durchfahrten zur Eisackstraße und zur Hauptstraße war ein großes steinernes Bezirkswappen angebracht, das 1979 am neugestalteten Bahnhofszugang wiederverwendet wurde.
Die Berliner Straßenbahn erreichte den Platz im Jahr 1888. Die Linie Nollendorfplatz – Steglitz des Berliner Dampfstraßenbahn-Konsortiums führte ab dem 23. Dezember 1888 über den Platz. Ab 1898 betrieb die Westliche Berliner Vorortbahn die Linie, deren Elektrifizierung kurze Zeit später erfolgte. Etwa zeitgleich berührten die Linien der Großen Berliner Straßenbahn sowie ab 1907 der Südlichen Berliner Vorortbahn den Platz.
Mit der Eröffnung der Schöneberger U-Bahn im Jahr 1910 entstanden weitere Straßen in diesem als ein „Tiroler Viertel“ geplanten Bereich. Zusammen mit dem U-Bahn-Bau wurden die Innsbrucker Straße und dann die Wexstraße angelegt. Der U-Bahnhof hieß damals noch Hauptstraße und wurde am südlichen Ende der Innsbrucker Straße direkt unter der Straßenoberfläche gebaut. Der Tunnel wurde unter der Hauptstraße hindurchgeführt, um eine Verbindung zur Betriebswerkstatt an der Eisackstraße zu schaffen.
Bis zum Beginn des Ersten Weltkriegs entstanden hier einzelne prachtvolle viergeschossige Wohnhäuser mit Läden im Erdgeschoss.

### Bauliche Entwicklung in den 1920er und 1930er Jahren
In den 1920er Jahren  wurde der Zugang zur U-Bahn in die Mitte des neu entstandenen Kreisverkehrsplatz verlegt, auf der sich auch eine Straßenbahnhaltestelle befand.
Am 14. September 1927 wurde der Platz nach der Stadt Innsbruck benannt als Anfangspunkt der schon seit 1907 gewidmeten Innsbrucker Straße.
Ab 1930 wurden in Schöneberg mehrere neue S-Bahnhöfe gebaut, darunter auch der S-Bahnhof Innsbrucker Platz an der Ringbahn, der im Jahr 1933 eröffnet wurde. Infolgedessen wurde auch der U-Bahnhof in Innsbrucker Platz (Hauptstraße) umbenannt.

### Entwicklung nach dem Zweiten Weltkrieg
Die Ringbahn sollte zum Ende des Zweiten Weltkriegs als eine letzte große Verteidigungslinie von den deutschen Truppen gehalten werden. Im Zuge der Kampfhandlungen waren schließlich viele Gebäude am Innsbrucker Platz stark beschädigt oder zerstört. Einige Gebäude, wie das ehemals viergeschossige Haus am S-Bahnhof wurde mit drei Geschossen notdürftig instand gesetzt und noch einige Jahre genutzt.
Nachdem auch der U-Bahnhof im Krieg schwer beschädigt worden war, baute man von 1953 bis 1955 den Zugang zum Bahnhof komplett um. Der Zugang auf der Mittelinsel wurde geschlossen, stattdessen wurde nördlich des Platzes in der Innsbrucker Straße ein neuer Zugang in einem rundherum verglasten Pavillon im typischen Stil der 1950er Jahre geschaffen.
Ab März 1961 begann mit der Einstellung der Straßenbahnlinie 88 (Ersatz durch die Buslinie A75) das Ende der Straßenbahn am Innsbrucker Platz. Es folgten zum Mai 1962 die Straßenbahnlinie 73 (Ersatz im Südabschnitt durch die Buslinie A53) sowie zum Mai 1963 schließlich die Straßenbahnlinien 66 und 74 (Ersatz durch die Buslinien A83 und A84). Nach dem Mauerbau im Jahr August 1961 und dem daraus resultierenden S-Bahn-Boykott im Westteil Berlins wurde der Busverkehr auf der parallel zur Wannseebahn verlaufenden Haupt- und Rheinstraße und damit auch über den Innsbrucker Platz deutlich intensiviert. Nun bestimmten die Doppeldeckbusse der BVG das Stadtbild.

### Umbau des Innsbrucker Platzes zur Anschlussstelle der Stadtautobahn

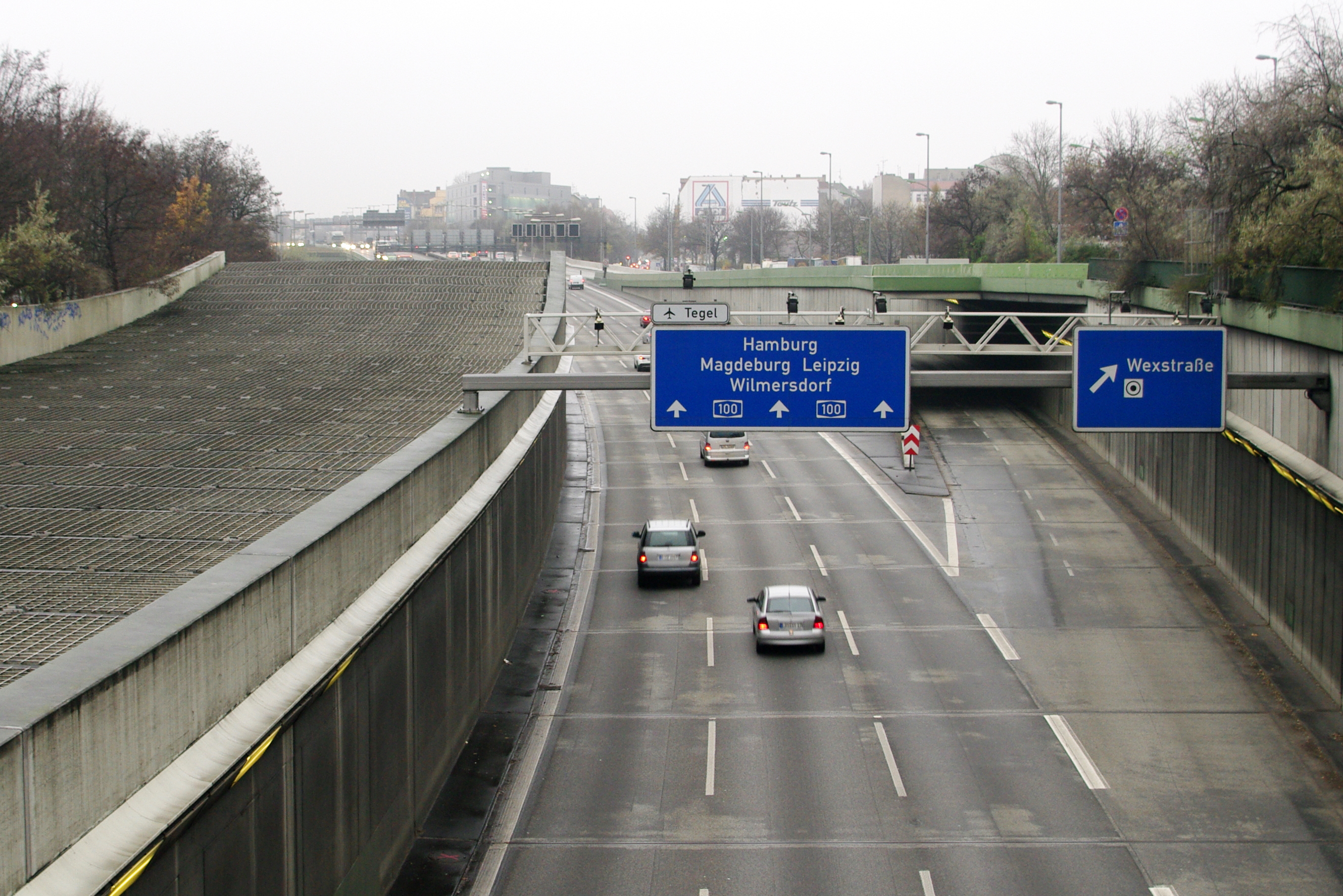
Westliche Ausfahrt aus dem und Einfahrt in den Autobahntunnel

Zwischen 1971 und 1979 wurde der Platz im Rahmen der Verlängerung der Stadtautobahn als Bestandteil der Konzeption „Autogerechte Stadt“ vollkommen umgestaltet. In diesem Zusammenhang wurde auch die Bundesstraße 1, die viele Jahre lang im Zuge der Hauptstraße den Innsbrucker Platz kreuzte, auf die parallel verlaufende Westtangente umgelegt.
Während dieser Bauphase wurde der Autoverkehr von der zwischen Funkturm-Dreieck und einer provisorischen Rampe in Höhe der Kufsteiner Straße in Betrieb befindlichen Stadtautobahn zum Teil über Nebenstraßen in Richtung Sachsendamm umgeleitet. Diese Umleitungsstrecke führte in östlicher Fahrtrichtung mit zwei Fahrstreifen über Erfurter Straße, Heylstraße, Innsbrucker Straße, Fritz-Elsas-Straße zur Dominicusstraße. In der Gegenrichtung verlief die Umleitungsstrecke ebenfalls mit zwei Fahrstreifen von der Dominicusstraße über Fritz-Elsas-Straße, Erfurter Straße, verlängerte Heylstraße (im Bereich einer ehemaligen Kleingartenkolonie) und Wexstraße zur provisorischen Auffahrt. Hierzu wurden diese Stadtstraßen zur Aufnahme des zusätzlichen Umleitungsverkehrs umgebaut. In der Erfurter Straße und Teilabschnitten der Fritz-Elsas-Straße wurden Einbahnstraßen eingerichtet. Der Autobahnabschnitt bis zur Erfurter Straße wurde am 17. Dezember 1969 eröffnet. Zur Erhöhung der Leistungsfähigkeit erhielt die Dominicusstraße im Rahmen einer Ausnahmegenehmigung pro Richtung vier Fahrstreifen mit nur 2,50 Meter Breite, da sie zusätzlich auch noch den Verkehr von der westlichen Innenstadt in Richtung Tempelhof aufnehmen musste. Im Zuge der Hauptstraße wurde 1967–1968 eine umsetzbare Stahlhochstraße über die Dominicusstraße gebaut.
Aufgrund der Größe des zu bauenden Tunnelbauwerks und der gewählten offenen Bauweise musste auch die Hauptstraße für mehrere Jahre verschwenkt werden. Hierzu schwenkte sie in Höhe der Einmündung Rubensstraße nach Osten ab, um wieder auf die Achse der Eisackstraße zurückzuschwenken. Der Innsbrucker Platz war in diesen Jahren stark durch diese Großbaustelle geprägt; die genannte Umleitungsstrecke war ebenso stark durch den Verkehr belastet.
Die als Stadtring projektierte heutige Stadtautobahn A 100 wurde unter dem Platz mit einem Tunnel hindurchgeführt. Zwischen der Straßenoberfläche und dem Autobahntunnel wurde ein großes Fußgängerverteilergeschoss angeordnet. Dabei musste der Tunnel der bestehenden U-Bahn-Linie 4 durchtrennt werden, sodass ein Weiterbau der Linie in Richtung Süden nun nicht mehr möglich ist. Auch die Abstellanlage südlich des Innsbrucker Platzes konnte nicht mehr benutzt werden. Stattdessen wurde ein Bahnhofsrohbau für die geplante U-Bahn-Linie U10 im Zuge der Hauptstraße unter dem Autobahntunnel errichtet. Außerdem wurden der in den 1950er Jahren gebaute verglaste Zugangspavillon abgerissen und der alte U-Bahnhof mit dem neuen Fußgängerverteilergeschoss verbunden. Das Fußgängerverteilergeschoss wurde einige Jahre nur teilweise genutzt, deshalb waren zunächst auch nur zwei Zugänge auf der westlichen Seite der Hauptstraße realisiert worden. Später zog in die Restfläche ein Discountmarkt ein; parallel hierzu wurden auch die Zugänge auf der Ostseite der Hauptstraße sowie ein Personenaufzug gebaut.
Seit der Inbetriebnahme des Autobahntunnels und der Autobahnanschlussstelle im Jahr 1978 dominiert der Autoverkehr mit starkenden Abbiegerverkehrsströmen den Platz. Trotz der Inanspruchnahme großer Flächen ist es den Planern nicht gelungen, durchgehende Fahrradwege oder Fahrradstreifen im Verlauf der Hauptstraße anzuordnen, um die Radfahrer vor den abbiegenden Kraftfahrzeugen zu schützen.
Im Zuge der Fertigstellung des Platzes Ende der 1970er Jahre wurden die Fußgängerbereiche des Platzes mit Kleinsteinpflaster aus dem für Berlin unüblichen rotem Granit befestigt. Nördlich der Kreuzung auf dem Mittelstreifen der Hauptstraße wurde der Nachbau eines großen preußischen Meilensteins aufgestellt. Das ursprünglich am alten Brückenwiderlager angebrachte steinerne Wappen des Berliner Bezirks Schöneberg wurde am neuen Zugangsbauwerk zum S-Bahnhof angebracht.
Während des Kalten Kriegs war die Fahrt mit der von der Deutschen Reichsbahn betriebenen S-Bahn im Westen Berlins verpönt. Als es im Sommer 1980 zu einem großen Streik der West-Beschäftigten der S-Bahn kam, wurden im Anschluss mehrere S-Bahn-Linien stillgelegt, so auch der westliche Teil der Ringbahn mit dem S-Bahnhof Innsbrucker Platz.
Erst nach der politischen Wende wurde am 17. Dezember 1993 das erste Teilstück des sanierten Südrings schließlich wieder eröffnet, darunter auch der S-Bahnhof Innsbrucker Platz.
Im nördlichen Bereich befindet sich auf dem Mittelstreifen der Hauptstraße ein preußischer Meilenstein mit der Angabe „1 Meile bis Berlin“ (dies entspricht 7,53 Kilometern bis zum Dönhoffplatz).

## Park am Platz
Am Innsbrucker Platz befindet sich ein kleiner, bisher namenloser, Park. Dieser erhält nach Beschluss der BVV Tempelhof-Schöneberg auf Antrag der bezirklichen SPD-Fraktion den Namen der jüdischen Juristin Erna Proskauer. Die Namensgebung folgt auch der Initiative „Frauen haben Vorrang“ – bezogen auf Benennungen von Straßen und Plätzen in Berlin.